# Tyner
Tyner es una área no incorporada ubicada en el Municipio de Polk (condado de Marshall, Indiana). Originalmente llamada Tyner City, recibió su nombre por Thomas Tyner, quien murió en 1880 y esta enterrado en el cementerio del pueblo.

## Historia
Tyner originalmente se llamaba Tyner City, y bajo este nombre se planificó en 1855, recibiendo posteriormente el nombre de uno de sus fundadores, Thomas Tyner. La oficina de correos se llamó Tyner City desde 1856 hasta 1894, cuando pasó a llamarse Tyner.

## Geografía
Tyner está ubicada en 41°24′35″N 86°24′09″O / 41.40972, -86.40250. Varias calles de Tyner llevan nombres de las principales vías de Cincinnati.

## Ciudadanos famosos
- Lambert Hillyer - director de cine
- Lydia Knott - actriz de cine
- Scott Skiles - jugador y entrenador de la NBA